# Jürgen Röber

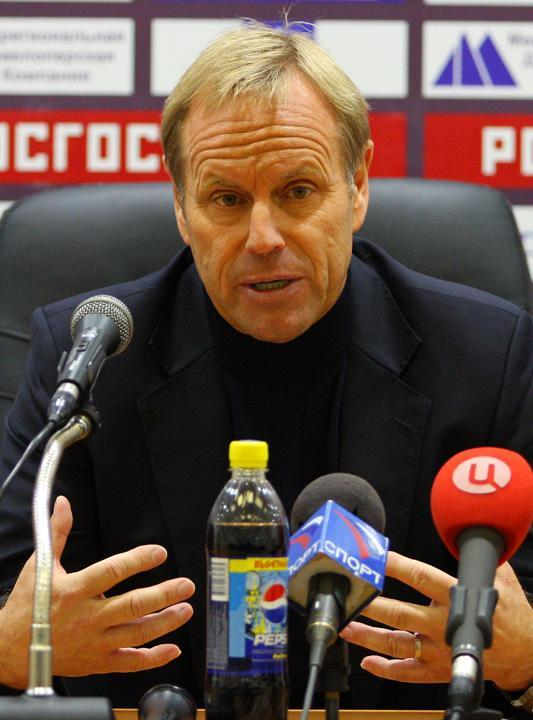
Jürgen Röber

Jürgen Röber (Gernrode, 25 december 1953) is een Duitse voetbaltrainer en voormalig speler.
Met zijn familie kwam hij in 1956 uit de toenmalige DDR naar Bertlich, waar hij zich bij de jeugd van SuS Bertlich aansloot. Dit was het begin van een voetbalcarrière, die zou leiden tot 303 Bundesligawedstrijden, waarin hij 75 keer scoorde.

## Spelersloopbaan
- 1963-67 SuS Bertlich
- 1967-71 FC Zons
- 1971/72 CfB Ford-Niehl Köln
- 1972-74 TuS Lingen
- 1974-80 Werder Bremen
- 1980-81 FC Bayern München
- 1981-81 Calgary Boomers
- 1981/82 Nottingham Forest
- 1982-86 Bayer 04 Leverkusen
- 1986-91 Rot-Weiss Essen

## Trainersloopbaan
- Rot-Weiss Essen, assistent-trainer (november 1987 - 1991)
- Rot-Weiss Essen (1991 - 13 december 1993)
- VfB Stuttgart (15 december 1993 - 25 april 1995)
- Hertha BSC Berlin (1 januari 1996 - 6 februari 2002)
- VfL Wolfsburg (4 maart 2003 - 3 april 2004)
- Partizan Belgrado (6 oktober 2005 - 11 mei 2006)
- Borussia Dortmund (19 december 2006 - 12 maart 2007)
- FK Satoern (20 augustus 2008 - 15 mei 2009)
- Ankaraspor (1 juli 2009 - 31 december 2009)
- Osmanlıspor, sportief directeur (13 juli 2015 - 30 juni 2017)
- Royal Excel Moeskroen, sportief directeur (1 juli 2017 - heden)

## Erelijst

### Als speler
Bayern München
- Landskampioen West-Duitsland: 1980/81

### Als trainer
Hertha BSC
- Promotie naar de Bundesliga: 1996/97